# Saddle Brook
El municipio de Saddle Brook (en inglés: Saddle Brook Township) es un municipio ubicado en el condado de Bergen en el estado estadounidense de Nueva Jersey. En el año 2010 tenía una población de 13.659 habitantes y una densidad poblacional de 1.923,8 personas por km².

## Geografía
El municipio de Saddle Brook se encuentra ubicado en las coordenadas 40°54′15″N 74°5′41″O / 40.90417, -74.09472.

## Demografía
Según la Oficina del Censo en 2000 los ingresos medios por hogar en el municipio eran de $63,545 y los ingresos medios por familia eran $73,205. Los hombres tenían unos ingresos medios de $49,834 frente a los $34,542 para las mujeres. La renta per cápita para la localidad era de $27,561. Alrededor del 3.3% de la población estaba por debajo del umbral de pobreza.